# Alberto Undiano Mallenco
Alberto Undiano Mallenco (Pamplona, 8 de outubro de 1973) é um árbitro de futebol da Espanha.
Sociólogo, Undiano é árbitro FIFA desde 2004. Participou da Eliminatórias da Copa do Mundo FIFA de 2006 e 2010, Campeonato Mundial de Futebol Sub-20 de 2007, Copa do Mundo de Clubes da FIFA de 2008 e desde 2005 da Liga dos Campeões da UEFA.
Arbitrou a final do Campeonato Mundial de Futebol Sub-20 de 2007.

## Copa do Mundo 2010
Selecionado para participar da Copa do Mundo FIFA 2010, juntamente com os assistentes e compatriotas Fermin Martinez e Juan Carlos Yuste Jimenez.